# گارد خانگی نروژ
گارد خانگی نروژ (نروژی: Heimevernet – "HV") نیروی پیاده‌نظام سبک زیرمجموعه نیروهای مسلح نروژ است، که در سال ۱۹۴۶ تأسیس شد. گارد خانگی نروژ نیروی بسیج سریع در نیروهای مسلح نروژ است و تمرکز اصلی آن دفاع محلی و پشتیبانی مدنی در خاک نروژ می‌باشد، اما می‌تواند نیروهای داوطلب را برای عملیات‌های بین‌المللی نیز بسیج نماید.